# The Courage of Marge O'Doone
The Courage of Marge O'Doone é um filme norte-americano de 1920, do gênero drama, dirigido por David Smith e estrelado por Boris Karloff. O estado de conservação é classificado como desconhecido, o que sugere ser um filme perdido.

## Elenco
- Pauline Starke - Marge O'Doone
- Niles Welch - David Raine
- George Stanley - Michael O'Doone
- Jack Curtis - Brokaw
- William Dyer - Hauck
- Boris Karloff - Tavish
- Billie Bennett - Margaret O'Doone
- James O'Neill - Jukoki
- Vincente Howard
- Jeanne Carpenter